# 公共数据网
公共数据网（PDN，Public Data Network）是一个由电信主管部门或是被广泛认可的私营机构建立和运营的通信网络。该通信网络以向公众提供某种方式的数据传输服务。
比如在中国，中国电信的Chinanet就是一个公共数据网。